# خورخي لوبيز (لاعب كرة قدم كولومبي)
خورخي لوبيز (بالإسبانية: Jorge López Caballero)‏ (15 أغسطس 1981 في كولومبيا - ) هو لاعب كرة قدم كولومبي في مركز الوسط. شارك مع منتخب كولومبيا لكرة القدم. أما مع النوادي، فقد لعب مع ديبورتيفو كالي ومكابي نتانيا ونادي ميلوناريوس وYaracuyanos F.C. ‏ وBoyacá Chicó F.C. ‏ وديبورتيفو بيريرا.

## وصلات خارجية
- خورخي لوبيز على موقع الاتحاد الدولي (مؤرشف)  (الإنجليزية)
- خورخي لوبيز على موقع قاعدة بيانات كرة القدم.إي يو (الإنجليزية)
- خورخي لوبيز على موقع ناشيونال فوتبول تيمز (الإنجليزية)
- خورخي لوبيز على موقع عالم كرة القدم.نت (الإنجليزية)